# Economia Sloveniei
Slovenia este o țară dezvoltată care se bucură de un nivel ridicat de trai și stabilitate. PIB-ul nominal în 2018 este de 42,534 milioane EUR, PIB-ul nominal pe cap de locuitor (PIB / buc.) În 2018 este de 21.267 EUR.
Economia țării a crescut în 2004 cu 4,6%, după o creștere mai înceată în 2003, de doar 2,5%. Deși țara are o economie stabilă și prosperă, mai există diverse reforme de făcut, care dacă nu vor fi implementate în curând, riscă să pună sub semn de întrebare susținerea economiei slovene în viitor. După anul 2000, diverse companii din sectorul bancar, de comunicații și de utilități publice au fost privatizate. Restricțiile pe investiții străine sunt abolite treptat.
În ianuarie 2007 a devenit prima țară membră care a aderat la Uniunea Europeană și a adoptat moneda euro de la crearea monedei în 1999 și a fost membră a Organizației pentru Cooperare și Dezvoltare Economică din 2010.
Slovenia are o forță de muncă foarte educată, o infrastructură bine dezvoltată și este situată la o intersecția unor importante căi rutiere. Pe de altă parte, nivelul investițiilor străine directe este unul dintre cele mai scăzute, dar a crescut în mod constant în ultimii ani. Economia slovenă a fost grav afectată de criza economică europeană, care a început la sfârșitul anilor 2000. După 2013, PIB-ul pe cap de locuitor a crescut din nou. Aproape două treimi din populația activă este angajată în sectorul serviciilor.

## Istorie
Deși cuprindea doar o unsprezecime din populația totală a Iugoslaviei, Slovenia era cea mai productivă din cadrul republicilor iugoslave, reprezentând o cincime din PIB și o treime din exporturile sale. Slovenia și- obținut  astfel independența în 1991, cu o economie deja prosperă și legături puternice de piață cu Occidentul.
În timpul crizei economice de la sfârșitul anilor 2000, economia slovenă a suferit un regres grav.    După o recuperare lentă din recesiunea din 2009 datorită exporturilor, economia Sloveniei a suferit din nou o recesiune în ultimul trimestru al anului 2011. Acest lucru a fost atribuit scăderii consumului intern și încetinirii creșterii exporturilor. Slovenia exportă în principal în țările din zona euro. Motivele pentru scăderea consumului intern au fost multiple: austeritatea fiscală, înghețarea cheltuielilor bugetare în ultimele luni ale anului 2011, un eșec în eforturile de implementare a reformelor economice, finanțarea inadecvată și scăderea exporturilor. În plus, industria construcțiilor a fost grav afectată în 2010 și 2011. Începând cu 2014, PIB-ul Sloveniei a crescut din nou. Principalii factori ai creșterii PIB-ului sunt exporturile și, în anul 2016, consumul intern, care a început să revină după criza economică. Creșterea PIB-ului în 2015 a fost de 2,3%, în prima jumătate a anului 2016 2,5%, iar în trimestrul II al anului 2016 2,7%.

## Performanța economică
Industria agricolă, silvicultura și pescuitul cuprind un nivel relativ scăzut de 2,5% din PIB și implică doar 6% din populație. O fermă din Slovenia are în medie numai 5,5 hectare. O parte din Slovenia se află în bioregiunea Alpe-Adria, care este implicată în prezent într-o inițiativă majoră în domeniul agriculturii organice. Între 1998 și 2003, sectorul agriculturii organice a crescut de la mai puțin de 0,1% din agricultura slovenă până la media UE de 3,3%.
Finanțele publice au înregistrat un deficit în ultimii ani. Aceasta a însumat în jur de 650 milioane USD pe an între 1999 și 2007, însă aceasta a reprezentat mai puțin de 23% din PIB. În 2008 s-a înregistrat un ușor excedent, cu venituri în valoare de 23,16 miliarde de dolari și cheltuieli de 22,93 miliarde de dolari.
Investițiile din Croația vecină au început în Slovenia. La 1 iulie 2010, Droga Kolinska a fost achiziționată de Atlantic Group din Croația pentru 382 de milioane de euro. Mercator a fost vândut companiei Agrocor din Croația în iunie 2014.
La sfârșitul anului 2014, în Slovenia s-au înregistrat investiții străine directe în valoare de 10 miliarde, cu 13,9% mai mult decât la sfârșitul anului 2013. În 2013 (cele mai recente date publicate) investițiile străine directe au reprezentat 24,7% din PIB-ul Sloveniei. Cele mai importante țări investitoare sunt: Austria (33,6%), Elveția (11,3%), Germania (10,4%), Italia (7,9%), Croația (7,7%).